# Auriculariomycetidae
Auriculariomycetidae Jülich – podklasa grzybów należąca do klasy pieczarniaków (Agaricomycetes).

## Systematyka
Według aktualizowanej klasyfikacji CABI databases bazującej na Dictionary of the Fungi do podklasy Auriculariomycetidae należą:
- rząd Auriculariales Bromhead 1840 – uszakowce
  - rodzina Auriculariaceae Fr. – uszakowate
  - rodzina Hyaloriaceae Lindau 1897
  - rodzaje incertae sedis

## Charakterystyka
Grzyby z rzędu Auriculariales wytwarzają owocniki o różnych kształtach (płaskie, rozpostarte, miseczkowate, maczugowate), o konsystencji galaretowatej, woskowatej lub suchej. Charakteryzują się wytwarzaniem wydłużonych, wąskich podstawek, składających się z 4 ułożonych w rzędzie komórek. Z bocznej strony każdej z nich wyrasta wydłużona sterygma, a na jej szczycie wytwarzany jest jeden zarodnik.